# Schlörwagen

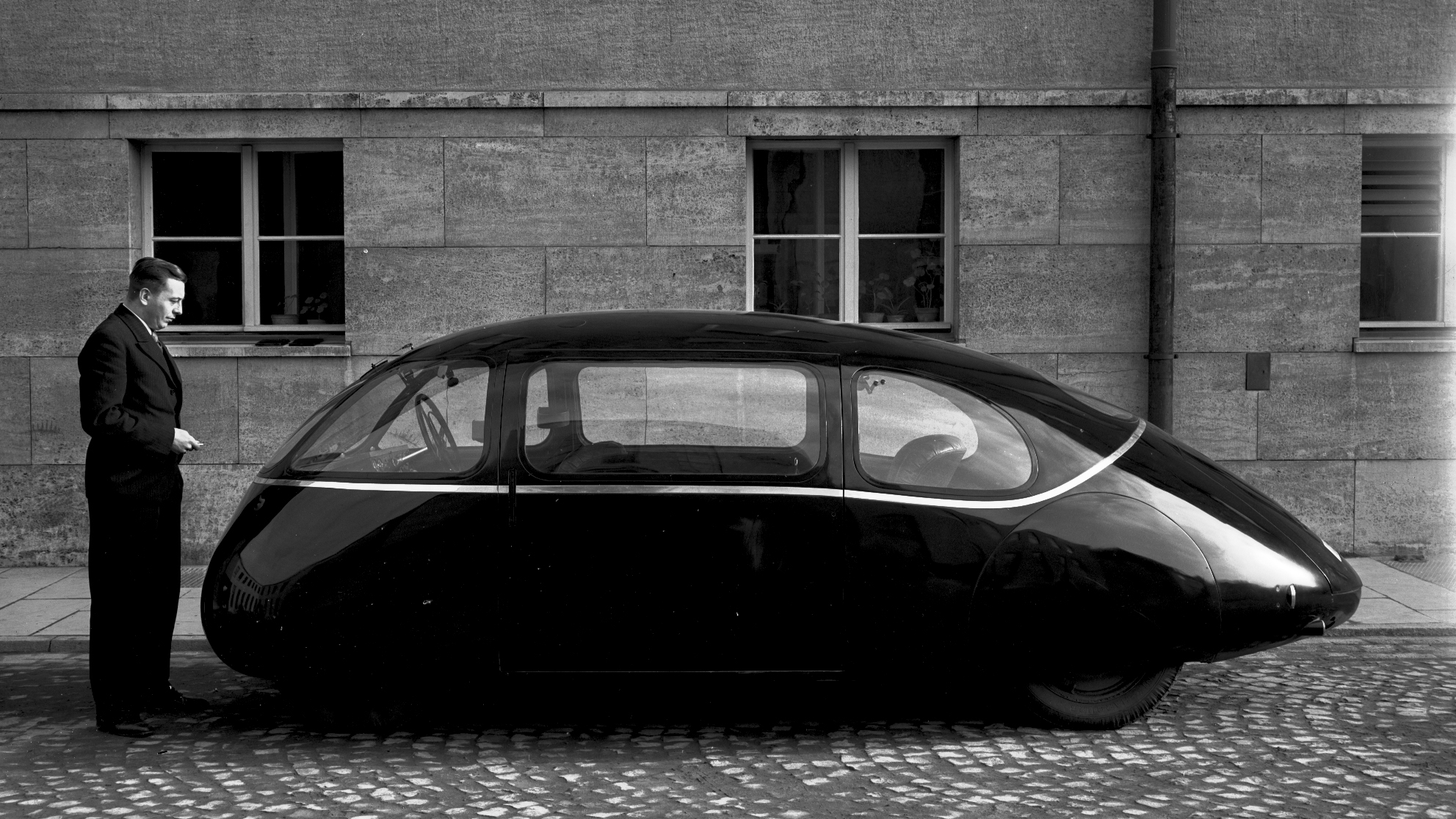
Schlörwagen zijaanzicht

De Schlörwagen was een experimentele auto ontwikkeld door de Duitse ingenieur Karl Schlör von Westhofen-Dirmstein die door zijn kenmerkende aerodynamische eivorm ook wel de bijnaam "Ei van Göttingen" of "Vleugel op wielen" kreeg. 
Het prototype werd in 1939 ontwikkeld en gebouwd aan het AVA (Aerodynamische Versuchsanstalt) in Göttingen, de vormgeving van het in aluminium uitgevoerde koetswerk gold destijds als de ultieme omzetting van de aerodynamische principes. Bij metingen in de windtunnel bleek de luchtweerstandscoëfficiënt van het voertuig bij 0,186 te liggen. Gelijkaardige metingen op een schaalmodel uitgevoerd in de jaren 70 door ingenieurs van Volkswagen leverden een waarde van 0,15 op. 
De vormgeving van de wagen was geïnspireerd op de vliegtuigvleugelvorm met de bedoeling een zo laag mogelijk brandstofverbruik te bereiken. Hedendaagse auto's kennen Cx-waarden die schommelen tussen 0,24 en 0,30. Slechts enkele recente conceptauto's zoals de VW XL1 hebben een lagere waarde.
Het prototype werd gebouwd op basis van het aangepaste onderstel van een Mercedes 170H. De wielbasis bedroeg 2,60 meter voor een totale lengte van 4,33 en een hoogte van 1,48 meter. De wagen was met 2,10 meter uitzonderlijk breed om het mogelijk te maken ook de voorwielen in maximaal gedraaide positie binnen het koetswerk te laten lopen. Het druppelvormige koetswerk in aluminium werd bij een bedrijf in Essen gebouwd en het chassis was onderaan voorzien van een volledig gesloten bodemplaat. Ondanks het lichte aluminium koetswerk was de wagen 250 kilogram zwaarder dan de Mercedes 170H waarop hij gebaseerd was. Zijn vormgeving en de achterin liggende motor, waardoor het zwaartepunt ver naar achter lag, maakte de wagen erg zijwindgevoelig. De auto was ontwikkeld als familiewagen en had zeven zitplaatsen.
Bij testritten werd een topsnelheid gemeten van 135 km/u, ongeveer 20 km/u sneller dan de Mercedes 170H, terwijl het verbruik met 8 liter zowat 20 à 40 procent lager bleek uit te vallen. Volgens zijn ontwerper Karl Schlör zou zelfs een top van 146 km/u bereikt zijn. De auto zorgde door deze resultaten in 1939 op de IAA te Berlijn voor ophef, maar werd door het publiek als lelijk beschouwd.
In 1942 werd de Schlörwagen achteraan van een op de Sovjet-Unie buitgemaakte 130 pk sterke propellermotor voorzien en in Göttingen uitgetest. De laatste bewijsbare sporen geven aan dat de wagen zich tot augustus 1948 op het terrein van het Deutschen Zentrums für Luft- und Raumfahrt (DLR) in Göttingen bevonden heeft. De pogingen die Karl Schlör ondernam om het zwaar beschadigde koetswerk terug te krijgen van de bevoegde Britse militaire overheid liepen op niets uit. 
Naar aanleiding van het 100-jarig jubileum van de DLR in 2007 werd een bewaar origineel schaalmodel in de windtunnel getest. Er bleken bij deze proef geen storende of remmende wervelstromen te ontstaan. Op basis van de originele in het DLR bewaarde ontwerptekeningen werd een model op schaal 1:5 gebouwd dat ondertussen in de PS-Speicher te Einbeck tentoongesteld staat.

## Galerie

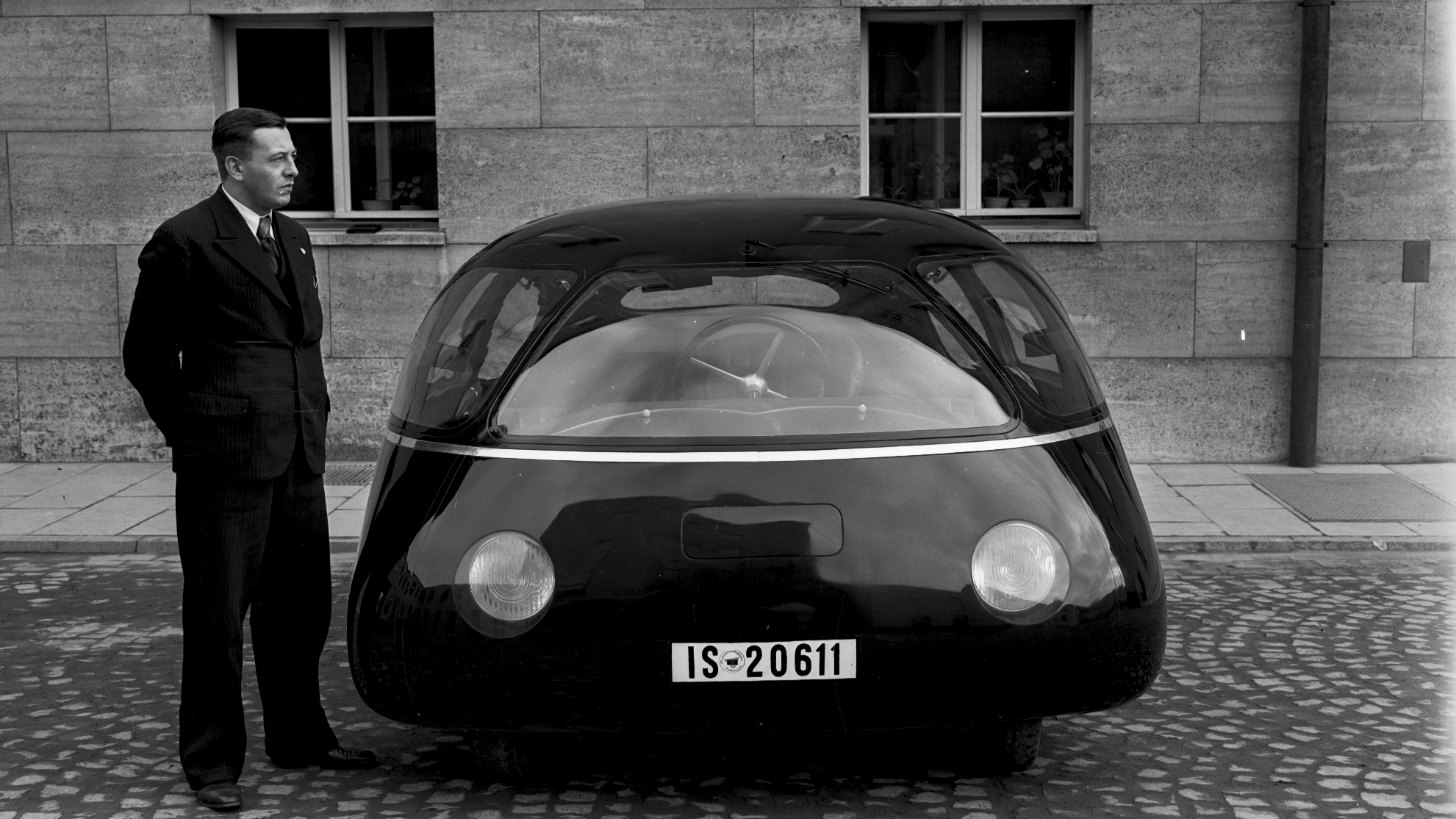
Vooraanzicht
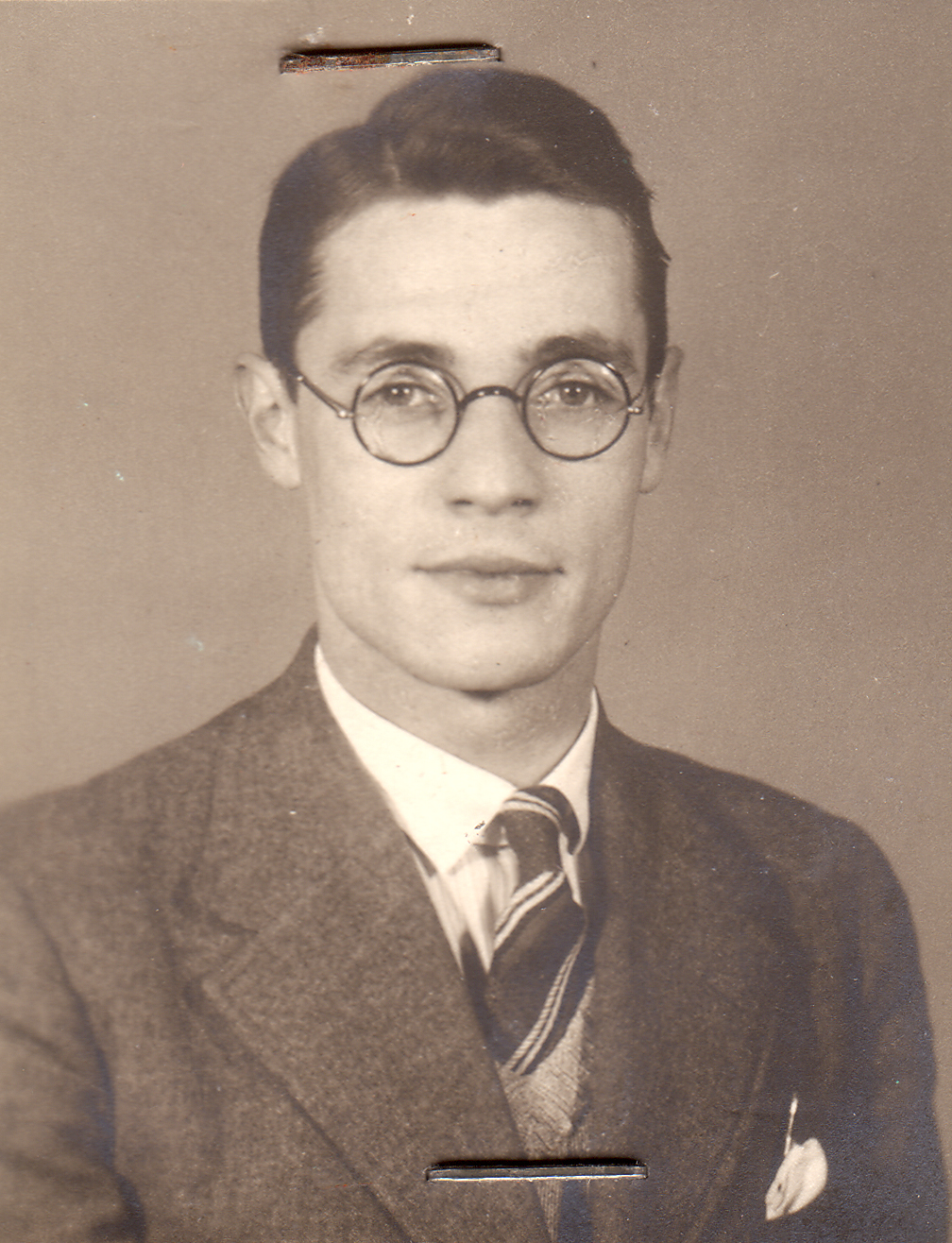
Karl Schlör (1939)
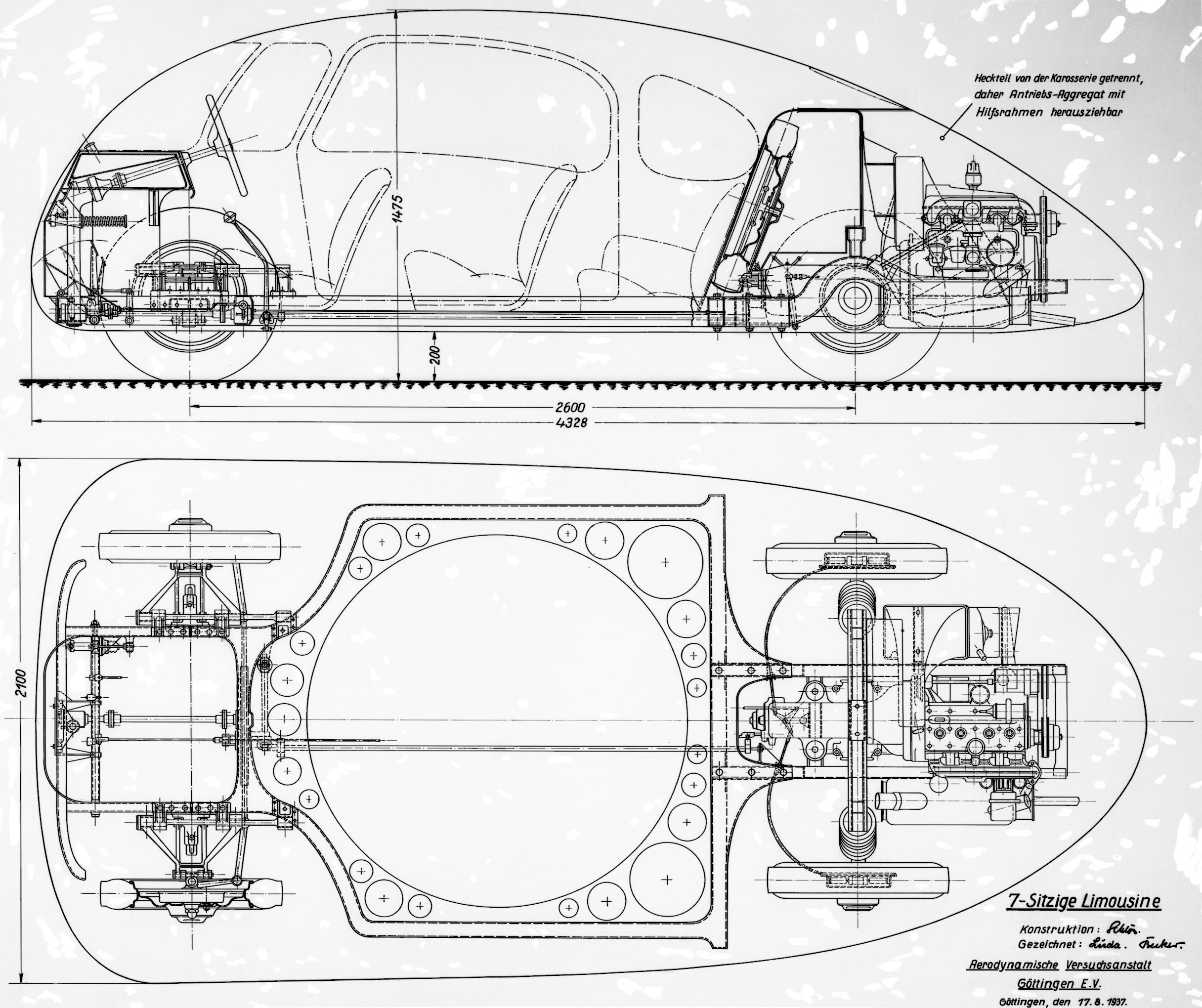
Ontwerptekeningen
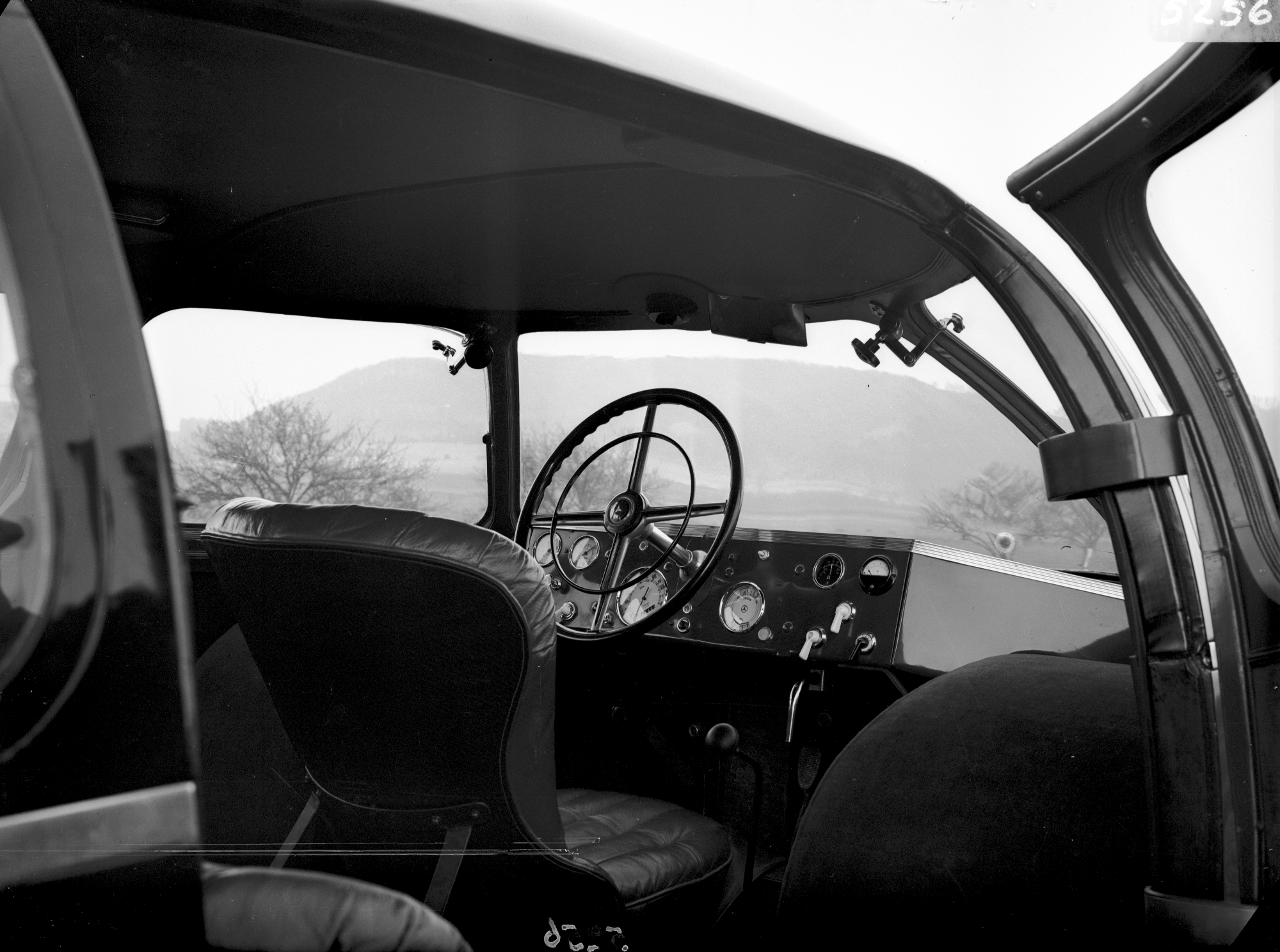
Bestuurderszetel, dashboard en stuurwiel
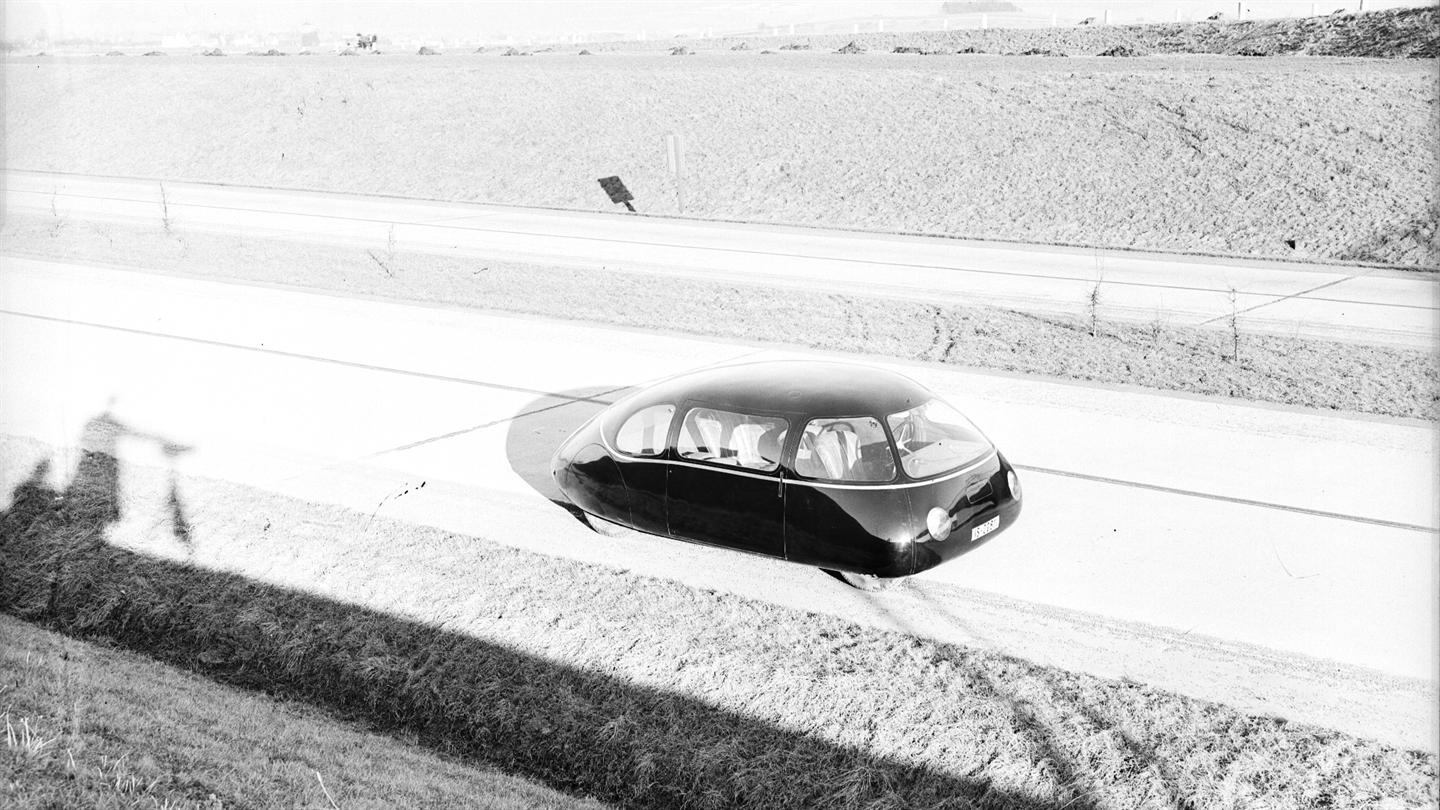
Proefrit in 1939 nabij Göttingen op de net gebouwde autosnelweg (nu BAB A7)
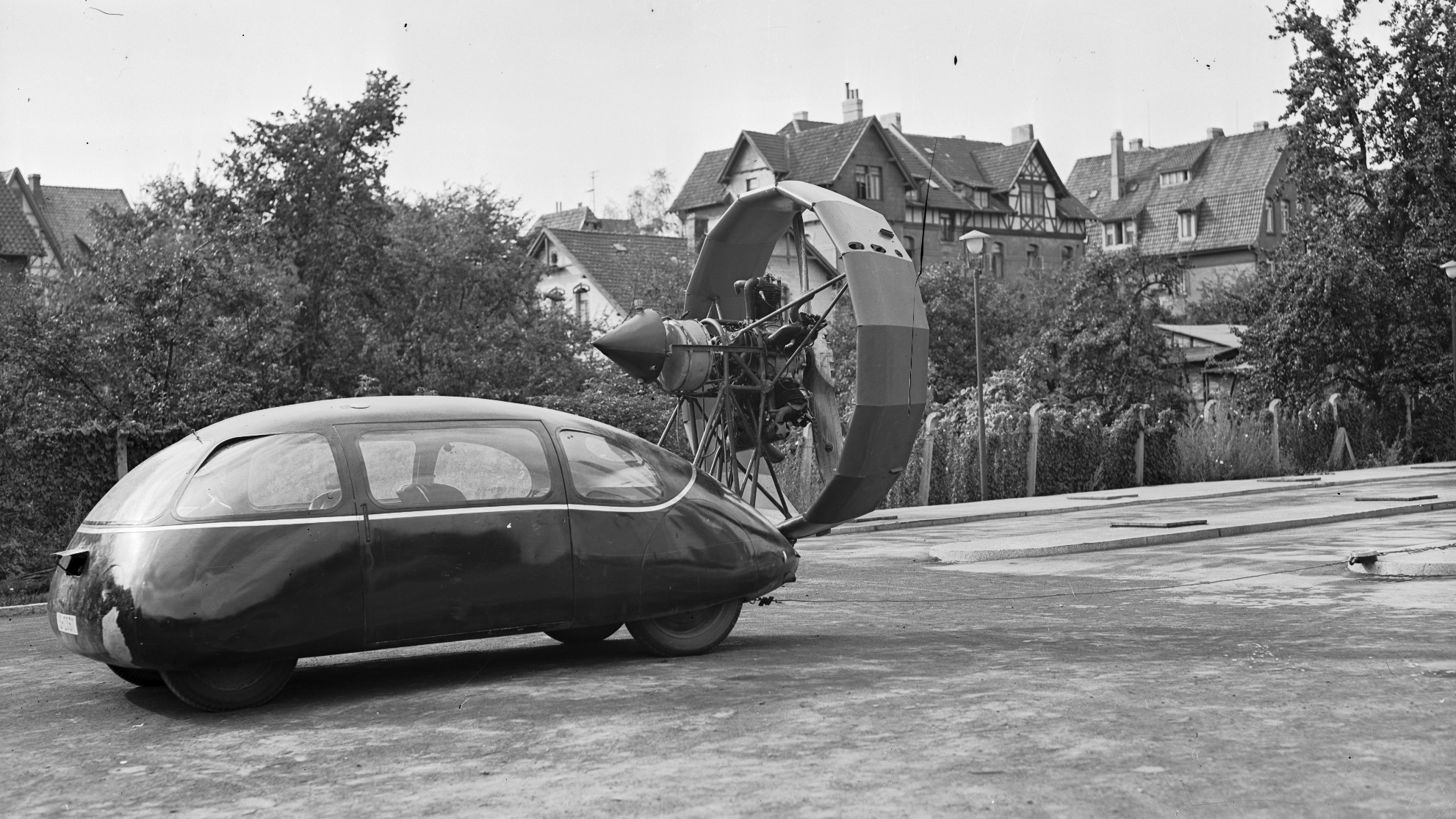
Schlörwagen voorzien van een Russische propellermotor(1942)
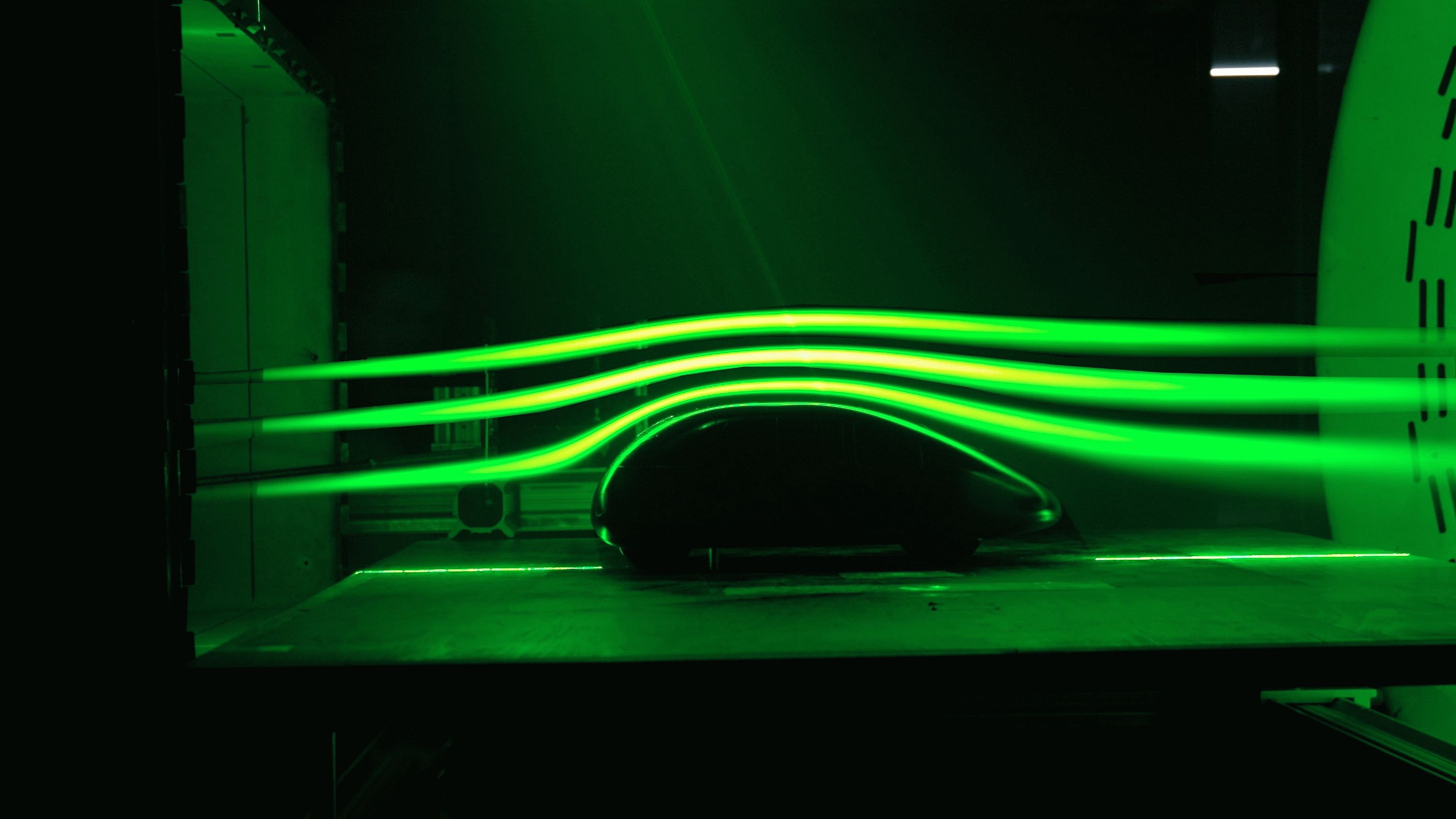
Deutsches Zentrum für Luft- und Raumfahrt (DLR): Schaalmodel in de windtunnel